# 矢沢峠
矢沢峠（やざわとうげ）は、群馬県甘楽郡南牧村と長野県南佐久郡佐久穂町との境にある峠である。

## 概要
- 標高は約1310mである。
- 整備状況は登山道程度。
- 頂上から北側へ向けて分岐ルートがあり余地峠へとつながっている。